# 卡爾斯巴德決議
卡爾斯巴德決議（德語：Karlsbader Beschlüsse）指1819年8月31日德意志邦聯议会通过的反民族主义、反自由主义決議，包括四项法律。

## 背景
這個會議以對抗拿破崙戰爭後的自由與民族運動為目標。卡爾斯巴德位於波希米亚，屬於奧地利帝國。由於卡爾斯巴德是一個著名的度假勝地，所以常有許多秘密的會議會在此召開，以迴避公眾的注意。這個決議由奧地利外交人員與奧地利首相梅特涅所支持。這個決議案的雛形在1819年8月1日由奧地利帝國和普魯士王國共同訂定。
对梅特涅来说，学生联盟的奢侈铺张和愚蠢行为给他带来了天赐良机。1819年7月，他在托普里茨会见了普鲁士国王，在征得国王的同意后，他在8月召集德意志各大国的大臣在卡尔斯巴德会晤。八国政府代表在卡尔斯巴德通过了决议，并在9月提交给法兰克福的议会审批。在惴惴不安的各国君主面前，梅特涅生动地描绘出一幅可怕的德意志图景：最近的事件很有代表性，在德意志中心酝酿着一个可怕的阴谋，各国只有立即采取联合行动才能将其粉碎。各国丝毫没有迟疑，立即采取行动，正式颁布了此前在卡尔斯巴德起草的决议。《卡尔斯巴德决议》规定：整个德意志教育体系都要受到警察的监督；禁止参与政治俱乐部或者会议；媒体要受到严格的审查，没有相应的许可不得出版少于20页的小册子；邦联内所有成员国政府在必要时要通过军事管制来执行这些法令。还要在美因茨成立委员会，密切关注民主精神的各种表现形式。
此时的梅特涅已经背离了在维也纳确认的不干涉他国原则。正如小国所担心的那样，邦联议会开始篡夺各国君主的职能。冯·西贝尔尖锐地指出，奥地利皇帝弗朗茨二世虽然不再是德意志皇帝，但却被梅特涅推举成为“德意志警察系统全能的首脑”并拥有相应的所有权力。
梅特涅本可以更进一步，但法兰克福颁布的《卡尔斯巴德决议》并没有得到小国的普遍认可。符腾堡国王对梅特涅的傲慢挑战做出了回应，进一步给予国民宪法自由，并把自己置于“纯粹德意志联盟”的领导地位，以抵抗奥地利和普鲁士对德意志自由的侵犯。
這個決議起源於當時德語區多次不同的革命事件，但最终保守派的諷刺作家、俄國沙皇的代理人奥古斯特·冯·科策布遇刺成为导火索。

## 内容
儘管威脅到德意志邦聯會員國的權力，這個決議還是在1819年9月20日在德意志邦聯議院中以大幅度的差距表決通過。這個決議禁止了公開的自由主義文章與大學學生組織，同時進行嚴格的新聞審查、派遣大學學監駐校、並解僱有自由與民族主義倾向的大学教授。除此之外，也在美因茨建立中央調查委員會，處理新聞與言論自由的審查。
卡尔斯巴德决议通过的四项法案包括：
- 大学法：设立国家全权代表即学监，监视大学生和教授，解雇有自由主义和民族主义倾向的教授，解散大学生协会。
- 新闻法：展开严格的新闻审查，预检一切少于20印张的所有著作，一切被取缔报章的编辑5年内禁止就业。
- 在美因茨设立邦联中央机关，查究“革命颠覆活动”。
- 临时执行权：邦联有权在各邦发生动乱时进行干涉。

最后一项法案允许奥地利干涉德意志诸邦，镇压当地的自由主义运动。1848年，邦联议会解散，卡尔斯巴德决议就此失效。

## 书目

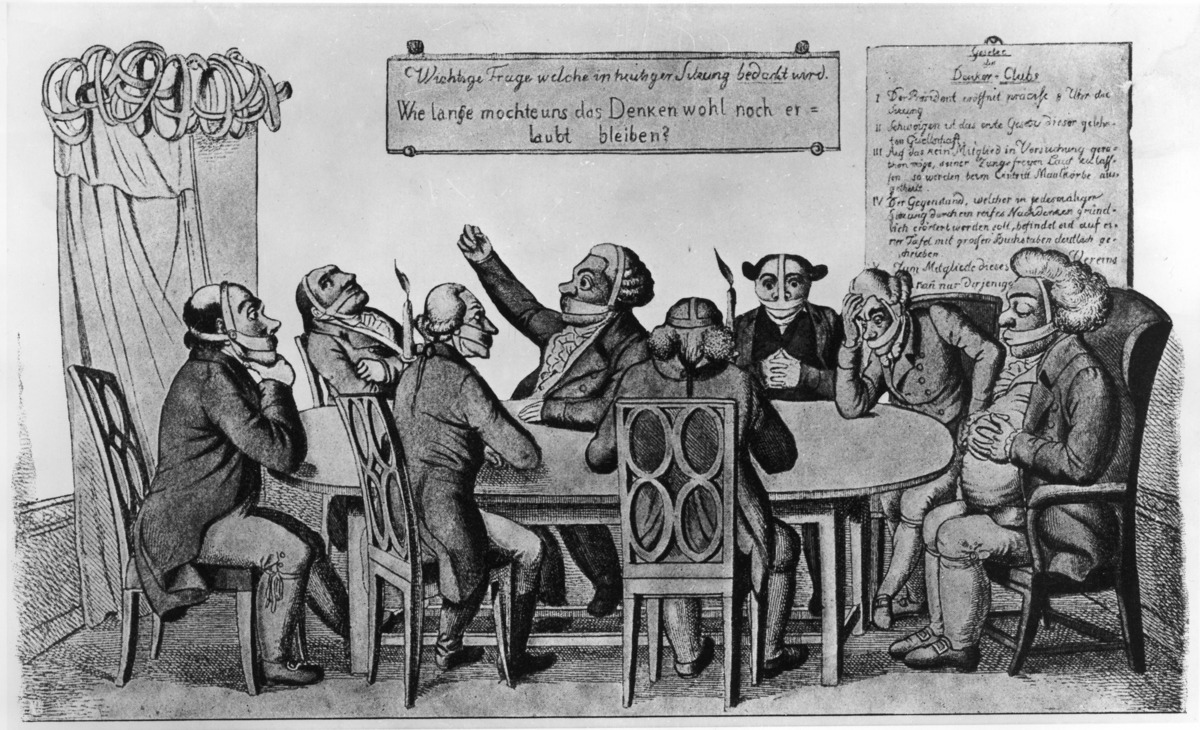
思想家的俱乐部

- Manfred Brümmer: Staat kontra Universität. Die Universität Halle-Wittenberg und die Karlsbader Beschlüsse 1819–1848. Böhlau, Weimar 1991, ISBN 3-7400-0172-0.
- Eberhard Büssem: Die Karlsbader Beschlüsse von 1819. Die endgültige Stabilisierung der restaurativen Politik im Deutschen Bund nach dem Wiener Kongreß von 1814/15. Gerstenberg, Hildesheim 1974, ISBN 3-8067-0510-0 (Zugleich Dissertation an der Universität München vom 1972).
- Andreas C. Hofmann: Deutsche Universitätspolitik im Vormärz zwischen Zentralismus, ›Transstaatlichkeit‹ und »Eigenstaatlichkeitsideologien« (1815/19 bis 1848), Phil. Diss. Ludwig-Maximilians-Universität München 2014, durchges., um einige Abb. gek. Online-Fassung, Univ.bibl. München 2015/16, ISBN 978-3-00-050740-3, http://edoc.ub.uni-muenchen.de/19647（页面存档备份，存于）, hier v. a. Kap. 2.
- Ernst Rudolf Huber: Deutsche Verfassungsgeschichte. Seit 1789. Teil 1: Reform und Restauration. 1789 bis 1830. Durchgesehener Nachdruck der 2. verbesserten Auflage. Kohlhammer, Stuttgart u. a. 1990, ISBN 3-17-002501-5, S. 732–734.
- Gerhard Lingelbach: Demagogenverfolgung. In: Albrecht Cordes, Heiner Lück, Dieter Werkmüller, Ruth Schmidt-Wiegand (Hrsg.): Handwörterbuch zur deutschen Rechtsgeschichte. 2., völlig überarbeitete und erweiterte Auflage. Band I, Schmid, Berlin 2008, ISBN 978-3-503-07912-4, S. 945–946.
- Rudolf Stöber: Deutsche Pressegeschichte. Einführung, Systematik, Glossar. UVK Medien, Konstanz 2000, ISBN 3-89669-249-6, S. 133–135 (Reihe Uni-Papers 8).